# Vidanje
Videjë en albanais et Vidanje en serbe latin (en serbe cyrillique : Видање) est une localité du Kosovo située dans la commune/municipalité de Klinë/Klina et dans le district de Pejë/Peć. Selon le recensement kosovar de 2011, elle compte 663 habitants.

## Démographie

### Évolution historique de la population dans la localité
| 1948 | 1953 | 1961 | 1971 | 1981 | 1991 | 2011 |
| ---- | ---- | ---- | ---- | ---- | ---- | ---- |
| 758  | 653  | 788  | 788  | 914  | 932  | 663  |

|  |

### Répartition de la population par nationalités (2011)
En 2011, les Albanais représentaient 82,50 % de la population et les Égyptiens 14,63 %.